# Uppin the Score
Uppin the Score è un singolo del rapper statunitense NLE Choppa, pubblicato il 6 settembre 2019 su etichetta NLE Choppa Entertainment.

## Tracce
1. Uppin the Score – 3:25